# Lucifer (álbum de Shinee)
Lucifer é o segundo álbum de estúdio de boy band sul-coreana SHINee, lançado em 19 de julho de 2010. Uma versão do álbum que não era a de estúdio vazou em 18 de julho de 2010, horas antes da data oficial de lançamento do álbum.
O álbum está na lista, da Gaon Album Chart como o sexto álbum mais vendido de 2010 na Coreia do Sul, com 124.961 cópias vendidas, e a versão repackaged em 17° com 63.118 cópias.

## Recepção e lançamento
Poucas horas depois do lançamento, o álbum superou várias tabelas de vendas físicas e digitais na Coreia do Sul. As canções do álbum "foram mais cuidadosamente selecionados do que nunca", e o álbum em si é dito que "dar ouvintes uma excelente oportunidade para experimentar os diversos personagens musicais e habilidades vocais mais maduras dos membros de SHINee". Onew fez sua estréia como letrista na faixa 9, "Your Name", enquanto Jonghyun contribuiu com as letras. A faixa 7 foi co-escrita por todos os membros. "Love Still Goes On" é visto como "uma espécie de sequêcia" para "Love Should Go On", do mini-álbum do grupo, "Replay".
Minho escreveu os raps para "Up & Down", "Obsession", "Your Name", e co-escreveu as canções "WOWOWOW" com JQ e "Shout Out", com os outros membros e MISFIT. No álbum repackaged "Hello", escreveu o rap para a faixa-título "Hello", e co-escreveu os raps para "One" e "Get It".
Em 5 de agosto de 2010, "Lucifer" totalizou mais de 124.961 cópias em vendas de álbuns na Coreia do Sul.
Shinee lançou um álbum repackaged de Lúcifer chamado Hello em 1 de outubro de 2010. Seu retorno à música no KBS foi no mesmo dia. O álbum repackaged Hello vendeu 63.118 cópias em 2010, de acordo com o gráfico de vendas coreano Gaon.
Em 26 de novembro de 2010, a faixa "Obsession" foi anunciada como a música tema para o filme, The Warrior's Way.

## Lista de faixas
| N.º            | Título                           | Letras                  | Música                                               | Duração |  |
| 1.             | "Up & Down"                      | Misfit, Jonghyun, Minho | wiidope                                              | 3:33    |  |
| 2.             | "Lucifer"                        | Yoo Young-jin           | Ryan Jhun, Yoo Young-jin, Adam Kapit, Bebe Rexha     | 3:54    |  |
| 3.             | "Electric Heart"                 | Kim Bu-Min              | Hitchhiker                                           | 3:19    |  |
| 4.             | "A-Yo"                           | Ha Jung-Heon            | Denzil "DR" Remedios, Kibwe "12Keyz" Luke, Erin Reid | 4:27    |  |
| 5.             | "Yok (Obsession)"                | Jonghyun, Minho         | John Ho, Sean Alexander, Jimmy Burney                | 4:08    |  |
| 6.             | "Hwasal (Quasimodo)"             | Jo In-Hyung             | Michael Lee                                          | 4:08    |  |
| 7.             | "Ak (Shout Out)"                 | JQ, Shinee, Misfit      | Steven Lee, Drew Ryan Scott, Sean Alexander          | 2:53    |  |
| 8.             | "Wowowow"                        | Kim Jin-Hee, Minho      | Will Simms, Emma Stevens                             | 3:11    |  |
| 9.             | "Your Name"                      | Onew, Minho             | Brandon Fraley                                       | 4:06    |  |
| 10.            | "Life"                           | Kim Jung-Bae            | Kenzie                                               | 4:38    |  |
| 11.            | "Ready or Not"                   | Misfit                  | Mikko Tamminen, Risto Asikainen, Will Simms          | 3:03    |  |
| 12.            | "Love Pain"                      | Kim Tae-Sung            | Kim Tae-Sung, Roh Tae-Ryung                          | 3:43    |  |
| 13.            | "Sa-Gye-Hu (Love Still Goes On)" | Lee Yun-Jae, JQ         | Lee Yun-Jae                                          | 2:56    |  |
| Duração total: | Duração total:                   | Duração total:          | Duração total:                                       | 47:59   |  |

| Hello Repackage |                                  |                               |                                                    |         |  |
| N.º             | Título                           | Letras                        | Música                                             | Duração |  |
| 1.              | "Lucifer"                        | Yoo Young Jin                 | Ryan Jhun, Yoo Young-jin, Adam Kapit, Bebe Rexha   | 3:54    |  |
| 2.              | "Hello"                          | Kim Ina (김이나), Minho       | RTim McEwan, Jess Cates, Lars Jensen               | 3:04    |  |
| 3.              | "하나 (One)"                     | Park Sung Soo (박성수), Minho | Park Sung Soo (박성수)                             | 3:34    |  |
| 4.              | "Get It"                         | Ceejay, Gilme, Minho, Key     | Honor Roll, Ryan Jhun, Denzil Remedios, Kibwe Luke | 3:23    |  |
| 5.              | "Up & Down"                      | Misfit, Jonghyun              | Wiidope                                            | 3:33    |  |
| 6.              | "Electric Heart"                 | Kim Bu-Min                    | Hitchhiker                                         | 3:19    |  |
| 7.              | "A-Yo"                           | Ha Jung-Heon                  | Denzil Remedios, Kibwe Luke, Erin Reid             | 4:27    |  |
| 8.              | "Yok (Obsession)"                | Jonghyun, Minho               | John Ho, Sean Alexander, Jimmy Burney              | 4:08    |  |
| 9.              | "Hwasal (Quasimodo)"             | Jo In-Hyung                   | Michael Lee                                        | 4:08    |  |
| 10.             | "Ak (Shout Out)"                 | JQ, Shinee, Misfit            | Steven Lee, Drew Ryan Scott, Sean Alexander        | 2:53    |  |
| 11.             | "Wowowow"                        | Kim Jin-Hee, Minho            | Will Simms, Emma Stevens                           | 3:11    |  |
| 12.             | "Your Name"                      | Onew, Minho                   | Brandon Fraley                                     | 4:06    |  |
| 13.             | "Life"                           | Kim Jung-Bae                  | Kenzie                                             | 4:38    |  |
| 14.             | "Ready or Not"                   | Misfit                        | Mikko Tamminen, Risto Asikainen, Will Simms        | 3:03    |  |
| 15.             | "Love Pain"                      | Kim Tae-Sung                  | Kim Tae-Sung, Roh Tae-Ryung                        | 3:43    |  |
| 16.             | "Sa-Gye-Hu (Love Still Goes On)" | Lee Yun-Jae, JQ               | Lee Yun-Jae                                        | 2:56    |  |
| Duração total:  | Duração total:                   | Duração total:                | Duração total:                                     | 57:53   |  |

## Desempenho nas paradas

### Albúns
| Chart                          | Peak position |
| ------------------------------ | ------------- |
| Gaon Weekly album chart        | 1             |
| Gaon Monthly album chart       | 1             |
| Gaon Yearly album chart        | 39            |
| Astrovision Weekly album chart | 1             |
| Odyssey Weekly album chart     | 4             |

| Chart                    | Peak position |
| ------------------------ | ------------- |
| Gaon Weekly album chart  | 1             |
| Gaon Monthly album chart | 5             |
| Gaon Yearly album chart  | 21            |

## Vendas e certificações
| Parada              | Álbum           | Quantidade | Total    |
| ------------------- | --------------- | ---------- | -------- |
| Gaon physical sales | Lucifer         | 135,150+   | 230,499+ |
| Gaon physical sales | Hello Repackage | 95,349+    | 230,499+ |